# Erboedo
Erboedo (también llamada Santa María de Erboedo) es una parroquia del municipio de Laracha, en la provincia de La Coruña, Galicia, España.

## Entidades de población
Entidades de población que forman parte de la parroquia:
- Fontenla (A Fontenla)
- Pereira (A Pereira)
- Portela (A Portela)
- Cendón
- Cercido
- Herboedo de Abajo o Erboedo de Abajo (Erboedo de Abaixo)
- Iglesario (O Igrexario)
- Campo da Ran (O Campo da Ran)
- Loureiro (O Loureiro)
- Piñeiro (O Piñeiro)
- Vilar (O Vilar)
- Paredes
- Sampayo (San Paio)
- Vilarmayor (Vilarmaior)
- Barreira (A Barreira)
- Carballeira (A Carballeira)
- Reirís.

## Demografía
| Gráfica de evolución demográfica de Erboedo entre 2000 y 2018 |
|                                                               |
| Población de derecho según el padrón municipal del INE        |